# Абе (река)

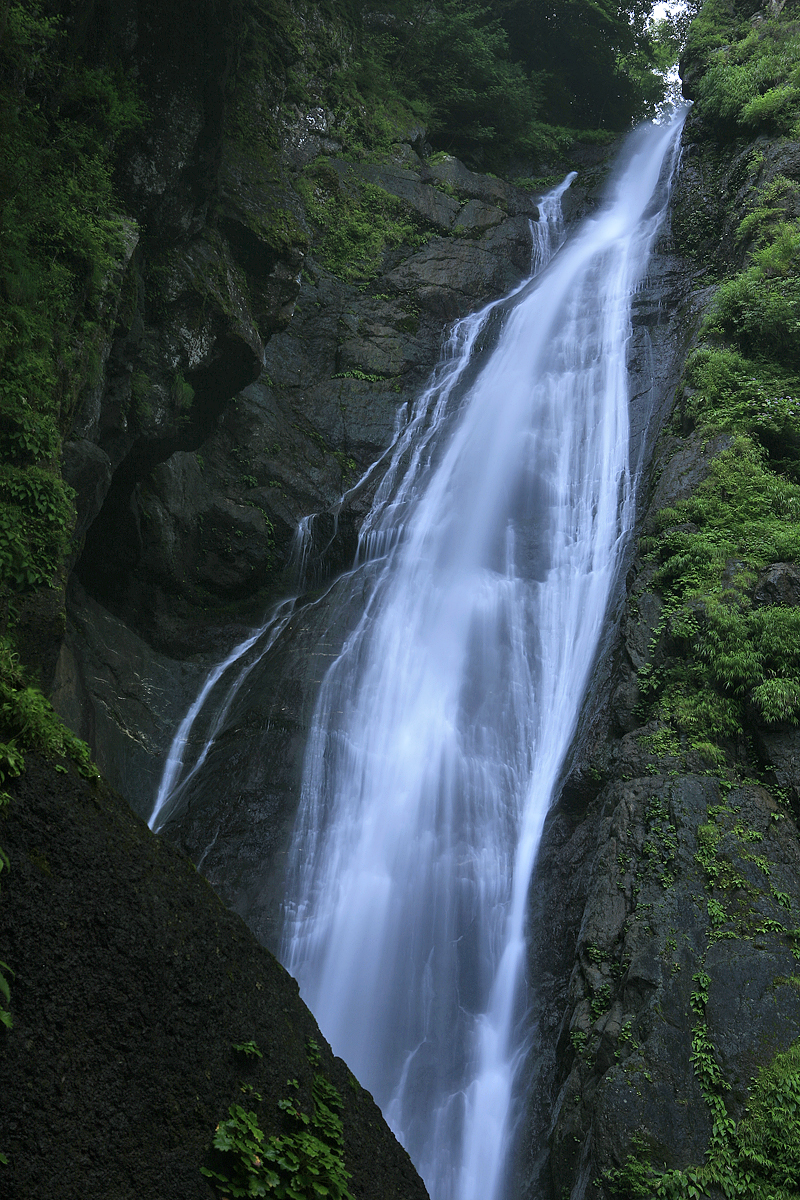
Водопад

Абе (яп. 安倍川) — река в Японии в префектуре Сидзуока. Длина реки составляет 53,3 км, площадь водосборного бассейна — 567 км. Согласно японской классификации, Абе является рекой первого класса.
Исток реки находится под горой Ояреи (大谷嶺, высотой 2000 м), на границе префектур Сидзуока и Яманаси. Оттуда Абе течёт на юг. В верховьях в неё впадает Накагоути, далее Абе выходит на равнину Сидзуока, на которой формирует конус выноса. На равнине в неё впадает Арасина, после чего Абе протекает через центральную часть города Сидзуока и впадает в залив Суруга.
На 2004 год 93 % бассейна реки занимали горы и леса, 3 % — сельскохозяйственные земли, 4 % застроено.
На реке расположен водопад Абэ, входящий в список 100 лучших водопадов Японии, составленный Министерством окружающей среды в 1990 году.